# Galliano Pividori
Galliano Pividori, né le 25 juillet 1914 à Tarcento (Frioul-Vénétie Julienne) et mort le 24 mai 1988 à Montfermeil (Seine-Saint-Denis), est un coureur cycliste italien puis français à partir de 1965, professionnel entre 1938 et 1952.

## Biographie
Né italien, il est naturalisé français en 1965.

## Palmarès

### Palmarès amateur
- 1936
  - Paris-Laon
- 1937
  - Paris-Rouen
  - 2e de Paris-Ézy
  - 2e de Paris-Romilly
  - 2e de Paris-Conches
- 1946
  - 2e de Paris-Gien
- 1947
  - 2e du Grand Prix du CV 19e
  - 3e de Paris-Sedan

### Palmarès professionnel
- 1939
  - 3e du Nancy-Les Vosges-Nancy
- 1948
  - Paris-Montereau-Paris
  - 2e de Paris-Auxerre
  - 2e du Paris-Arras
  - 3e du Circuit Loire-Océan
- 1949
  - Paris-Commercy
- 1950
  - 2e du Paris-Clermont-Ferrand
  - 2e du Paris-Bourges
  - 7e de Paris-Tours
- 1951
  - 2e du Paris-Valenciennes 
  - 2e du Tour de Lorraine
  - 3e du Circuit de la Vienne 
  - 3e du Paris-Limoges
- 1952
  - 3e du Circuit de la Vienne

## Résultats sur les grands tours

### Tour de France
1 participation
- 1950 : abandon (11e étape)